# Obizzo I d'Este
Obizzo I d'Este (1100 circa – Ferrara, 25 dicembre 1193) è stato un nobile italiano discendente dalla dinastia obertenga; succedette al padre Folco I come marchese d'Este.

## Biografia
Fu il figlio primogenito di Folco I d'Este, si sposò nel 1124 ed ebbe un figlio, Azzo V d'Este, che morì prematuramente nel 1193. Fu tra i primi membri della casata ad essere citato ufficialmente col titolo di Marchese, titolo proveniente alla famiglia dalla stirpe degli Obertenghi, Marchesi di Toscana, e poi confermato dalle titolazioni onorifiche dell'imperatore Federico I.

Alla morte dei fratelli seppe riunire sotto il suo potere tutti i possedimenti italiani che erano stati di suo padre Folco e suo nonno, Alberto Azzo II. Raggiunse un prestigio raro per l'epoca e nel corso della vita ottenne riconoscimenti sia dall'imperatore che dal papa, sapendo diplomaticamente mantenere una posizione apprezzata in entrambi i campi.

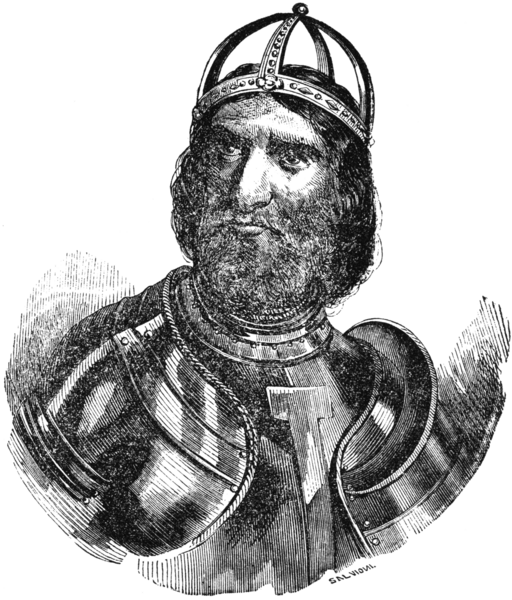
Ritratto ottocentesco di Federico Barbarossa

Nell'ottobre 1163 aiutò l'imperatore Federico Barbarossa a combattere contro Verona, Padova e Vicenza, alleato con Pavia e Mantova, nella sua terza Italienzug e ricevette in seguito dall'imperatore l'esercizio del giudizio d'appello nella marca di Verona.

Entrò poi nel 1167 nella Lega Lombarda, formata dai Comuni per contrastare l'imperatore Barbarossa.
Quando nel 1177 si recò a Venezia per presenziare alla firma del trattato per la pace di Venezia e fu accompagnato da un seguito di 180 uomini, confermando così la sua crescente influenza politica. Nello stesso anno venne nominato podestà di Padova. nel 1183 è citato nell'articolo 22 della pace di Costanza (Opizoni marchionis). Successivamente, nel 1184, Federico Barbarossa gli conferì i titoli di marchese di Milano e di Genova.
A Ferrara intanto si trovò coinvolto nella lotta tra le due fazioni capeggiate dalle potenti famiglie degli Adelardi e dei Salinguerra, guelfi i primi, ghibellini i secondi. Il progetto di far sposare al nipote, il futuro Azzo VI, una Adelardi, Marchesella, non si poté realizzare per la morte prematura di lei, nel 1186, e Obizzo divenne di fatto il capo della fazione guelfa. 
Questa scelta di campo si rivelò determinante per la fortuna degli estensi, che da questo momento iniziarono ad assumere un sempre maggiore peso negli equilibri di potere locali.
Nel 1187 il papa Urbano III venne a Ferrara, arrivando da Verona e intenzionato a scomunicare l'imperatore, ma non ebbe il tempo di farlo perché morì poco dopo essere giunto in città. Tale circostanza si rivelò fortunata, per l'estense, che non ebbe per questo motivi di imbarazzo con il Barbarossa.

### Morte
Obizzo morì il giorno di Natale del 1193, ed alla guida della famiglia non gli succedette il figlio, Azzo V, morto prematuramente nello stesso anno, ma il nipote, Azzo VI d'Este.

## Discendenza
Obizzo ebbe sei figli:
- Garsenda (*? †?);
- Froa (*? †?);
- Adelaide (*? †?);
- Azzo V (*1125 †1193), deceduto prima del padre;
- Tommasina (*? †?);
- Bonifazio (*? †1228), uomo d'armi.

## Ascendenza
|                        |   |                      | Genitori               |  |  | Nonni |  |  | Bisnonni       |  |  | Trisnonni |  |
|                        |   |                      |                        |  |  |       |  |  | Alberto Azzo I |  |  | Oberto II |  |
|                        |   |                      |                        |  |  |       |  |  | Alberto Azzo I |  |  | Oberto II |  |
|                        |   | …                    |                        |  |  |       |  |  | Alberto Azzo I |  |  |           |  |
| Alberto Azzo II d'Este |   |                      |                        |  |  |       |  |  | Alberto Azzo I |  |  |           |  |
|                        |   | Adelaide             | Bosone I di Sabbioneta |  |  |       |  |  |                |  |  |           |  |
|                        |   | Adelaide             | Bosone I di Sabbioneta |  |  |       |  |  |                |  |  |           |  |
|                        |   | Adelaide             | …                      |  |  |       |  |  |                |  |  |           |  |
| Folco I d'Este         |   | Adelaide             |                        |  |  |       |  |  |                |  |  |           |  |
|                        |   | Eriberto I del Maine | Ugo III del Maine      |  |  |       |  |  |                |  |  |           |  |
|                        |   | Eriberto I del Maine | Ugo III del Maine      |  |  |       |  |  |                |  |  |           |  |
|                        |   | Eriberto I del Maine | …                      |  |  |       |  |  |                |  |  |           |  |
| Gersenda del Maine     |   | Eriberto I del Maine |                        |  |  |       |  |  |                |  |  |           |  |
|                        |   | …                    | …                      |  |  |       |  |  |                |  |  |           |  |
|                        |   | …                    | …                      |  |  |       |  |  |                |  |  |           |  |
|                        |   | …                    | …                      |  |  |       |  |  |                |  |  |           |  |
| Obizzo I d'Este        |   | …                    |                        |  |  |       |  |  |                |  |  |           |  |
|                        | … | …                    |                        |  |  |       |  |  |                |  |  |           |  |
|                        | … | …                    |                        |  |  |       |  |  |                |  |  |           |  |
|                        | … | …                    |                        |  |  |       |  |  |                |  |  |           |  |
| …                      | … |                      |                        |  |  |       |  |  |                |  |  |           |  |
|                        |   | …                    | …                      |  |  |       |  |  |                |  |  |           |  |
|                        |   | …                    | …                      |  |  |       |  |  |                |  |  |           |  |
|                        |   | …                    | …                      |  |  |       |  |  |                |  |  |           |  |
| …                      |   | …                    |                        |  |  |       |  |  |                |  |  |           |  |
|                        |   | …                    | …                      |  |  |       |  |  |                |  |  |           |  |
|                        |   | …                    | …                      |  |  |       |  |  |                |  |  |           |  |
|                        |   | …                    | …                      |  |  |       |  |  |                |  |  |           |  |
| …                      |   | …                    |                        |  |  |       |  |  |                |  |  |           |  |
|                        |   | …                    | …                      |  |  |       |  |  |                |  |  |           |  |
|                        |   | …                    | …                      |  |  |       |  |  |                |  |  |           |  |
|                        |   | …                    | …                      |  |  |       |  |  |                |  |  |           |  |
|                        |   | …                    |                        |  |  |       |  |  |                |  |  |           |  |